# Курський напрямок Московської залізниці
| Курський напрямок Московської залізниці |                     |
| Країна                                  | Росія               |
| Статус                                  | діюча               |
| Роки роботи                             | 1866 (159 років)    |
| Підпорядкування                         | Російські залізниці |
| Експлуатаційна довжина залізниці        | 536 км              |
| Ширина колії                            | 1520 мм             |
| Тип електрифікації                      | = 3 кВ              |
|                                         |                     |

Курський напрямок Московської залізниці — (первинна назва Московсько-Курська залізниця) — залізнична лінія на південь від Москви. Прокладено по місту Москва, Московській, Тульській, Орловській та Курській областям. Головний хід до Курська через Тулу і Орел. Довжина головного ходу 536 км.

## Опис
Провідна частина пасажирообігу Курського напрямку Московської залізниці доводиться на станцію Москва-Пасажирська-Курська (щоденний пасажирообіг станції близько 28 тисяч пасажирів). Станції Царицино — 21 тис., Подольськ — 18 тис, платформа Текстильщики — 10 тис. Решта станцій та зупинних пунктів мають пасажирообіг менше 7 тисяч осіб на добу.
Курським напрямком курсують електропотяги до міст Московської області: Щербинка, Подольск, Чехов, Серпухов.
З лінії можливі пересадки на інші напрямки: 
- на станції Стовбова існує пересадка на Велике кільце Московської залізниці;
- за 800 метрів на північний захід від станції Москва-Товарна-Курська розташована платформа Серп і Молот Горьківського напрямку Московської залізниці.

З лінії можливі пересадки на станції московського метрополітену:
- перехід зі станції Москва-Каланчевська на станції метро «Комсомольська (Кільцева лінія)» та «Комсомольська (Сокольницька лінія)»;
- перехід зі станції Москва-Пасажирська-Курська на станції метро  «Курська (Кільцева лінія)», «Курська (Арбатсько-Покровська лінія)» та «Чкаловська»;
- перехід з платформи Текстильщики на однойменну станцію метро;
- за 1 км на північний захід від платформи Любліно розташована станція метро «Печатники».

Напрямок обслуговують приміські електропотяги ЕД4М та ЕД4МК.